# Jeopardy!
Jeopardy! là một chương trình đố vui kiến thức truyền hình tại Mỹ với các câu đố có tính chất lịch sử, văn học, nghệ thuật, văn hóa đại chúng, khoa học, thể thao, địa lý, chơi chữ, và nhiều hơn nữa. Chương trình có một định dạng câu trả lời-và-câu hỏi đặc trưng trong đó thí sinh được cho biết câu đố dưới dạng câu trả lời, và phải đưa ra lời giải dưới dạng câu hỏi.
Trò chơi này có một lịch sử phát sóng dài hàng thập niên tại Hoa Kỳ kể từ khi nó được Merv Griffin sáng tạo ra vào năm 1964. Đầu tiên nó được trình chiếu ban ngày trên hệ thống truyền hình NBC từ ngày 30 tháng 3 năm 1964 đến 3 tháng 1 năm 1975, cùng lúc nó được trình chiếu trong phiên bản hàng tuần để bán cho nhiều đài truyền hình tự do địa phương (có thể thuộc hệ thống NBC, ABC hay CBS hoặc độc lập) từ 9 tháng 9 năm 1974 đến 5 tháng 9 năm 1975 và sau đó được tái xuất hiện từ ngày 2 tháng 10 năm 1978 đến ngày 2 tháng 3 năm 1979. Tất cả các phiên bản này do Art Fleming điều khiển chương trình. Chương trình này thành công nhất khi nó được Alex Trebek làm người điều khiển chương trình, được trình chiếu liên tục bắt đầu từ ngày 10 tháng 9 năm 1984, và có các phiên bản ngoại quốc.
Phiên bản hiện tại được công ty Sony Pictures Television (công ty thừa kế nhà sản xuất gốc là Merv Griffin Enterprises) sản xuất và được phát hành bởi công ty CBS Television Distribution (thừa kế nhà phát hành gốc là King World Productions).
Alex Trebek, người dẫn chương trình này trong suốt gần 40 năm, qua đời vào ngày 8 tháng 11 năm 2020; tuy nhiên, ông đã hoàn tất việc ghi hình một loạt các tập phát sóng của chương trình với 35 tập. 35 tập nói trên được phát sóng sau đó, từ 9 tháng 11 năm 2020 đến ngày 8 tháng 1 năm 2021 theo di nguyện của ông. Từ ngày 30 tháng 11 năm 2020, chương trình ghi hình mùa mới với một loạt nhân vật nổi tiếng làm người dẫn chương trình tạm thời. Mùa mới bắt đầu phát sóng từ ngày 11 tháng 1 năm 2021.
Vào tháng 8 năm 2021, nhà sản xuất điều hành Michael G. Richards được chỉ định là người dẫn chương trình, nhưng đã bị buộc phải rời đi sau một ngày ghi hình (năm chương trình) sau một loạt vụ bê bối liên quan đến công việc trước đây của anh tại RTL Group. Mayim Bialik và Ken Jennings đóng vai trò là người dẫn chương trình luân phiên kể từ mùa thứ 38.

## Cách chơi
Ba thí sinh thi đua trong ba vòng: vòng Jeopardy!, vòng Double Jeopardy!, và vòng Final Jeopardy!. Nếu có thí sinh chiến thắng lần trước tham gia, người đó sẽ đứng ở vị trí trái cùng (quan sát từ phía khán đài).

### Vòng Jeopardy!
Có 30 câu hỏi, chia ra làm sáu chủ đề được chia ra trên màn hình, mỗi chủ đề gồm 5 câu hỏi, mỗi câu có một giá trị khác nhau, được xếp theo thứ tự từ nhỏ đến lớn, và có độ khó tương tự. Các thể loại thường là những là những chủ đề thường gặp như lịch sử và tin tức, khoa học, nghệ thuật, văn hóa đại chúng, văn học, và ngôn ngữ, cũng như các thể loại chơi chữ, hay một loạt chủ đề khác nhau.
Giá trị của các câu trả lời tương ứng như sau và được tăng dần theo thời gian:
| 1964–1975 | 1978–1979 | 1984–2001 | 2001–nay | Super Jeopardy! (1990) |
| --------- | --------- | --------- | -------- | ---------------------- |
| $10       | $25       | $100      | $200     | 200                    |
| $20       | $50       | $200      | $400     | 400                    |
| $30       | $75       | $300      | $600     | 600                    |
| $40       | $100      | $400      | $800     | 800                    |
| $50       | $125      | $500      | $1.000   | 1.000                  |

Người chơi đứng ở phía trái cùng theo hướng nhìn của khán giả của người xem là người thắng cuộc lần trước, nếu người đó hiện diện, là người đầu tiên được chọn một câu đố trong bất cứ nơi nào trên bảng chơi, và câu đố đó được mở ra. Người dẫn chương trình đọc câu đố, và sau đó bất cứ ai trong ba người chơi có thể bấm nút trả lời. Người bấm nút trả lời đầu tiên, sau khi người dẫn đã đọc xong câu đố, lúc đó phải trả lời câu đố ở dạng một câu hỏi.
Nếu người chơi trả lời đúng, họ được cộng thêm giá trị của câu hỏi đó vào điểm của họ và họ được chọn câu đố kế tiếp. Nếu người đó trả lời sai hay không trả lời trong vòng 5 giây, họ sẽ bị trừ điểm và các người chơi còn lại được quyền bấm nút để trả lời. Nếu không ai trả lời câu đố đúng, người dẫn chương trình sẽ đọc câu trả lời đúng và người đưa câu trả lời đúng cuối cùng được quyền chọn câu đố kế tiếp.

#### Daily Double (Nhân đôi)
Trong vòng Jeopardy! có một câu đố bí mật đã được chọn làm "Daily Double". Chỉ người đã chọn câu đố đó mới được quyền trả lời, và có thể đặt cược số tiền tối thiểu là 5 đô-la Mỹ. Nếu số điểm của người chơi thấp hơn số điểm của câu đố điểm cao nhất trong vòng, người chơi có thể đánh cược tối đa là số điểm đó, hoặc là nếu người chơi có số điểm cao hơn, họ có thể đánh cược tối đa đến số điểm họ đang có.

#### Giành quyền
Người chơi phải đợi sau khi người dẫn chương trình đọc xong câu hỏi mới được giành quyền trả lời và phải trả lời trong vòng 5 giây. Nếu họ bấm nút trước khi người dẫn đọc xong họ sẽ bị phạt 1/4 giây. Có một hệ thống đèn điện xung quanh màn hình để cho người chơi biết được họ có thể bấm nút khi nào.

#### Cách trả lời chấm điểm
Tất cả các câu trả lời phải theo dạng câu hỏi. Ví dụ, một người chơi có thể chọn chủ đề "Nhân vật lịch sử cho $200", và câu đố là "Người này là tổng thống đầu tiên của Hoa Kỳ", người chơi phải trả lời "George Washington là ai?". Lúc đầu Griffin muốn câu trả lời phải đúng văn phạm (ví dụ nếu hỏi về người thì phải hỏi "... là ai?") nhưng sau khi thấy nó làm trò chơi chậm đi, ông quyết định cho phép bất cứ câu trả lời nào đúng theo định dạng một câu hỏi.
Trong vòng Jeopardy!, người chơi không bị trừ điểm khi quên đặt câu trả lời theo định dạng câu hỏi, nhưng người dẫn chương trình sẽ nhắc nhở người chơi nhớ trả lời bằng câu hỏi trong các câu đố sau. Trong vòng Double Jeopardy!, hay trong lúc trả lời Daily Doubles (trong bất cứ vòng nào), người chơi sẽ bị trừ điểm nếu không trả lời bằng một câu hỏi, nhưng họ cũng có quyền sửa lại trước khi hết thời gian.
Đôi khi, những nhà sản xuất chương trình có thể quyết định một câu trả lời trước kia của một người chơi đã bị chấm điểm sai. Khi điều đó xảy ra, điểm của người chơi sẽ được đổi. Nếu sau khi trò chơi đã kết thúc, và việc thay đổi điểm có thể thay đổi kết quả trò chơi, những người chơi liên quan sẽ được mời để chơi lại trong tương lai.

### Vòng Double Jeopardy!
Trong vòng 2 (Double Jeopardy!), được chơi tương tự như trong vòng thứ nhất. Trong vòng này, một loạt thể loại mới được đưa ra, và giá trị mỗi câu đố sẽ là gấp hai vòng trước (trừ lúc chơi Super Jeopardy!, xem ở dưới). Thêm vào đó, Double Jeopardy! sẽ có 2 ô Daily Double thay vì 1. Người chơi với số điểm thấp nhất khi kết thúc vòng nhất là người được phép chọn lưa câu đố đầu tiên trong vòng nhì. Nếu có nhiều người cùng số điểm thấp nhất, người chơi đứng ở vị trí trái cùng được quyền chọn.
Giá trị của các câu trả lời tương ứng như sau và được tăng dần theo thời gian:
| 1964–1975 | 1978–1979 | 1984–2001 | 2001–nay | Super Jeopardy! (1990) |
| --------- | --------- | --------- | -------- | ---------------------- |
| $20       | $50       | $200      | $400     | 500                    |
| $40       | $100      | $400      | $800     | 1,000                  |
| $60       | $150      | $600      | $1,200   | 1,500                  |
| $80       | $200      | $800      | $1,600   | 2,000                  |
| $100      | $250      | $1,000    | $2,000   | 2,500                  |

Kết thúc vòng Double Jeopardy!, người chơi nào có điểm số là 0 hoặc âm sẽ bị loại và không được tham gia vào vòng cuối cùng, Final Jeopardy! Thay vào đó, họ nhận giải ba, với giá trị 1.000 đô-la Mỹ (áp dụng từ ngày 16 tháng 5 năm 2002) Trong phiên bản Celebrity Jeopardy! (dành cho người nổi tiếng), những người chơi với nhau để gây quỹ cho từ thiện, những người chơi được cho điểm là $1000 để tham gia vào vòng cuối nếu họ có số điểm thấp hơn 0. Trong các cuộc chơi này, số tiền tối thiểu là $25,000. Trong ít nhất một cuộc chơi do Fleming dẫn chương trình, nếu cả ba người chơi đều có số điểm là $0 hoặc thấp hơn, vòng Final Jeopardy! sẽ không được diễn ra.

### Final Jeopardy!
Trước khi nghỉ giải lao cho quảng cáo, người dẫn chương trình đưa ra đề tài cho vòng Final Jeopardy!. Trong thời gian giải lao, giữa vị trí các người chơi rào cản được dựng lên và mỗi người phải chọn một đánh cuộc cuối cùng (giá trị giữa $0 và số điểm họ đang có) và viết con số này xuống. Sau quảng cáo, người dẫn chương trình đưa ra và đọc câu đố. Các người chơi có 30 giây để viết xuống câu trả lời, cũng phải theo định dạng một câu hỏi. Trong thời gian các người chơi viết câu trả lời, nhạc chủ để nổi tiếng của chương trình, tên là "Think!" được chơi. Những người chơi trả lời đúng sẽ được thêm số điểm mà họ đã đánh cuộc, còn nếu trả lời sai thì họ bị trừ số điểm đó.

### Giải thưởng
Người chơi với số điểm cao nhất cho mỗi cuộc chơi được giữ số tiền đó và được mời lại vào cuộc chơi kế tiếp, và những người thua cuộc nhận giải an ủi. Giải an ủi cho người về nhị là $2000 và cho người về ba là $1000. Trước ngày 16 tháng 5 năm 2002, người về nhì thường nhận một chuyến du lịch hay sản phẩm nào đó, trong khi người về ba nhận quà có giá trị thấp hơn. Trước năm 1984, tất cả các người chơi đều nhận số tiền họ giành được, và chỉ những người với số điểm thấp hơn $0 nhận giải an ủi.
Các nhà sáng chế ra chương trình đã đổi luật này để làm cho trò chơi có tranh đua hơn, vì kết quả sẽ không được biết đến cho đến khi trò chơi kết thúc. Trước đó, khi người chơi có được một số điểm họ muốn, họ đôi khi không trả lời câu hỏi nữa.

### Người chiến thắng trở lại
Nếu không người chơi nào có số điểm dương sau Final Jeopardy! thì không ai thắng và ba người chơi mới xuất hiện trong cuộc chơi kế tiếp. Trong trường hợp này, ba người mới bốc thăm trước cuộc thi để lấy vị trí trong trò chơi. Việc này từng xảy ra một lần trong cuộc chơi thứ nhì kể từ năm 1984 và gần đây nhất vào ngày 12 tháng 6 năm 1998.
Nếu hai hoặc ba người chơi đều đoạt giải nhất, họ đều được giữ số tiền thắng được và trở lại trong cuộc chơi kế tiếp. Ba người thắng cuộc cùng lúc chỉ xảy ra một lần từ năm 1984 và có hai người đã thắng cuộc với số tiền tối thiểu là $1.
Nếu một người chơi không thể trở lại vì lý do sức khỏe, họ có thể trở lại vào một thời gian khác.
Từ 1984 đến 1990, người thắng cuộc giữ hết số tiền thắng, tối đa là $75.000, nếu họ thắng nhiều hơn thì số tiền còn lại sẽ được tặng một quỹ từ thiện người thắng chọn. Con số tối đa được tăng đến $100.000 năm 1990 và $200.000 năm 1997. Đến năm 2003, con số tối đa không còn được áp dụng.
Trước năm 2003, một người thắng cuộc năm lần liên tục được xem là vô địch và không được xuất hiện nữa. Họ được tặng một chiếc xe và được mời vào giải đấu dành cho những nhà vô địch (Tournament of Champions). Vào tháng 9 năm 2003, trò chơi hủy bỏ số lần thắng tối đa và người thắng cuộc có quyền hiện diện trong cuộc chơi cho đến khi bị hạ bệ, và họ cũng không tặng chiếc xe hơi nếu thắng hơn năm lần. Người thắng cuộc nhiều lần nhất kể từ khi luật này được thi hành là Ken Jennings, với 74 trận thắng liên tiếp, phá vỡ kỷ lục số lần hiện diện trên Jeopardy và trò chơi truyền hình Mỹ. Anh hiện cũng đang giữ kỷ lục về tổng tiền thưởng cao nhất (tính riêng trong mùa giải chính) với tổng số tiền sau 75 trận là 2,520,700 đô la.

### Thể thức giải đấu

#### Tournament of Champions
Giải đấu dành cho những nhà vô địch (Jeopardy! Tournament of Champions) là giải đấu thường niên của Jeopardy! dành cho những người chơi xuất sắc nhất trong suốt mùa trước của chương trình.
Trước năm 2022, giải đấu bao gồm 15 người có chuỗi trận thắng đạt từ 5 trở lên hoặc vô địch bất cứ giải đấu đặc biệt nào được tổ chức trong khoảng thời gian đó. 15 thí sinh được chia làm 5 trận tứ kết theo luật tương tự mùa giải chính. 5 thí sinh giành chiến thắng ở 5 trận và 4 thí sinh không giành chiến thắng có thành tích tốt nhất sẽ giành quyền vào vòng bán kết, ở đó 9 thí sinh được chia làm 3 trận để chọn ra 3 thí sinh chiến thắng bước vào vòng chung kết. Ở vòng chung kết, 3 thí sinh thi đấu theo thể thức 2 lượt đi và về, mỗi lượt là một trận đấu riêng. Thí sinh có tổng điểm cao nhất sau 2 lượt trận sẽ giành chức vô địch và nhận giải thưởng $250.000 (trước năm 2003 là $100.000). Từ mùa 39, nhà vô địch (riêng mùa 39 có thêm hai thí sinh còn lại ở chung kết) sẽ giành quyền tham dự Jeopardy! Masters.
Ở mùa 39 (năm 2022), luật có sự thay đổi, trong đó sẽ được tổ chức thường niên, vào thời gian đầu mùa tiếp theo. 21 thí sinh được chọn trong đó có những thí sinh có chuỗi trận thắng đạt từ 5 trở lên hoặc vô địch bất cứ giải đấu đặc biệt nào được tổ chức trong mùa trước. Nếu chưa đủ người thì sẽ xét đến những người có 4 trận thắng liên tiếp. 3 thí sinh có tổng tiền thưởng cao nhất sẽ được đặc cách vào vòng bán kết, 18 thí sinh còn lại được chia vào 6 trận tứ kết để chọn ra 6 cái tên còn lại (không còn vé vớt) vào vòng bán kết. Ở vòng bán kết, 9 thí sinh được chia làm 3 trận bán kết (trong đó 3 người đặc cách được chia đều và 3 trận bán kết) để chọn ra 3 thí sinh chiến thắng góp mặt tại vòng Chung kết. Vòng Chung kết thi đấu theo thể thức mới, trong đó 3 thí sinh sẽ thi đấu tối đa 7 trận, thí sinh nào chạm 3 chiến thắng trước tiên sẽ giành chức vô địch. Với phiên bản giải đấu mới, vị trí á quân và hạng 3 sẽ được xác định dựa trên các chỉ số phụ gồm số trận thắng, số trận về nhì, và cuối cùng là tổng điểm qua các trận.
Đến mùa 40 (tổ chức năm 2024), số lượng thí sinh tăng bên 27, trong đó 3 thí sinh có tổng tiền thưởng cao nhất sẽ không còn được đặc cách vào vòng bán kết mà phải thi đấu tứ kết như những thí sinh khác. Do vậy số trận tứ kết tăng lên 9.

#### Teen Tournament
Giải đấu dành cho thiếu niên (Jeopardy! Teen Tournament) là giải đấu dành riêng cho học sinh trung học từ 13 đến 17 tuổi từng được tổ chức từ năm 1987 đến 2018.
Về cơ bản, thể thức của giải này tương tự như Tournament of Champions thời đó. Cho đến năm 2000, nhà vô địch giải này có suất tham dự Tournament of Champions, nhưng những nhà vô địch từ năm 2001 đến 2005 được mời tham dự Ultimate Tournament of Champions.

#### Teachers Tournament
Giải đấu dành cho giáo viên (Jeopardy! Teachers Tournament) là giải đấu dành riêng cho giáo viên trong hệ thống giáo dục phổ thông của Mỹ, với thể thức của tương tự như Tournament of Champions trước năm 2020. Nhà vô địch của giải nhận giải thưởng $100.000 và có một suất tham dự Tournament of Champions.

#### College Championship
Giải đấu dành cho sinh viên (Jeopardy! College Championship) là giải đấu dành riêng cho sinh viên trong các trường đại học của Mỹ từng được tổ chức từ năm 1989 đến 2020, với thể thức của tương tự như Tournament of Champions trước năm 2020.  Nhà vô địch của giải nhận giải thưởng $100.000 và có một suất tham dự Tournament of Champions. Từ năm 2021, giải chuyển đổi thành National College Championship.

#### Second Chance Tournament
Đây là giải đấu xuất hiện từ năm 2022 dành cho những ai có điểm số cao nhưng không giành chiến thắng trong mùa giải chính.
18 thí sinh được chia làm 2 tuần thi đấu riêng biệt, mỗi tuần có 9 thí sinh thi đấu 3 trận bán kết và trận chung kết 2 lượt. 2 người giành chiến thắng sẽ nhận $35.000 và có suất tham dự Tournament of Champions.

#### Ultimate Tournament of Champions
Jeopardy! Ultimate Tournament of Champions là giải đấu đặc biệt được tổ chức vào năm 2005 sau khi xảy ra chuỗi 74 trận hắng liên tiếp của Ken Jennings.

Harry Friedman, giám đốc sản xuất khi đó, giải thích về sự ra đời của giải đấu này như sau:
| “ | "The 2003 rule change, which allows Jeopardy! players to keep playing until they're defeated, raised the question about how other five-time champions might have played under this rule. This tournament is an opportunity to give those past champions another chance to shine." ("Việc đổi luật vào năm 2003 khi cho phép người chiến thắng thi đấu tiếp cho đến khi bị hạ bệ đã dấy lên câu hỏi rằng: Những người đã chiến thắng 5 trận liên tiếp thời kì trước kia sẽ thi đấu thế nào dưới luật mới? Giải đấu này chính là cơ hội để cho những nhà vô địch ấy có thêm một cơ hội để tỏa sáng.") | ” |

Ken Jennings, người phá hàng loạt kỷ lục của chương trình trước ngày khởi tranh 3 tháng được mời vào thẳng trận chung kết. 144 suất còn lại được trao cho những nhà vô địch Tournament of Champions, College Championship và Teen Tournament cùng hàng loạt người giành chiến thắng 5 trận liên tiếp có thành tích tốt nhất.
Trong 145 suất, ngoài Ken Jennings có thêm 9 người nữa được xếp miễn thi đấu vòng 1 (khác với Jennings, những người này được đặc cách vào vòng 2), bao gồm Chuck Forrest (vô địch Tournament of Champions 1986 và lập hàng loạt kỷ lục khi còn thi đấu năm 1985), Bob Verini, Eric Newhouse, and Brad Rutter (3 người giành quyền tham dự chung kết Million Dollar Masters vào tháng 5 năm 2002), Sean Ryan (người đầu tiên đạt mốc 6 chiến thắng liên tiếp sau khi bỏ luật giới hạn số lần thắng trận), Tom Walsh (người có chuỗi thắng dài nhất trước khi Jennings xuất hiện với chuỗi 7 trận thắng liên tiếp), Frank Spangenberg (người đầu tiên có tổng tiền thưởng vượt mốc $100.000), Brian Weikle (người có tổng tiền thưởng ở mùa giải chính cao nhất trước khi dỡ luật giới hạn) và Robin Carroll (vô địch Tournament of Champions 2000 và International Championship 2001, đồng thời là thí sinh nữ có tổng tiền thưởng cao nhất trong lịch sử chương trình).